# Erlenbach (Lauter)
Der Erlenbach ist ein gut 9 km langer Wasserlauf im südpfälzischen Wasgau in Rheinland-Pfalz und ein linker Zufluss der Lauter, die hier, an ihrem Oberlauf, Wieslauter genannt wird.

## Geographie

### Verlauf
Der Erlenbach entspringt in einer sumpfigen Senke südöstlich der Gemeinde Darstein und nordöstlich des 330 m hohen Kippenkopfs auf einer Höhe von etwa 272 m. Östlich der Quelle verläuft die regionale Wasserscheide zwischen der Lauter und dem Klingbach, der wie diese ein linker Zufluss des Rheins ist.
Der Bach umfließt den Kippenkopf in einem gegen den Uhrzeigersinn gerichteten Bogen. Auf seinem restlichen Weg begleitet von der Landesstraße 490, wendet er sich nach Südsüdwest und läuft am Westfuß des Kippenkopfs entlang. Seine Zuflüsse münden alle von rechts. Zunächst empfängt er den Bach vom Wüstenborn. Danach wird er beim Hahnenhof östlich von Oberschlettenbach durch den Langwiesengraben gespeist. Etwas bachabwärts bei der Schlangenborner Dell wird er vom Kleisterbach verstärkt. Der Erlenbach passiert nun die Gemeinde Vorderweidenthal und nimmt gleich darauf den Zimmbach auf. Kurz bevor er das Dorf Erlenbach erreicht, fließt ihm der Eisenbach zu, und nördlich der Judenhalde stärkt ihn der Kirchenbuschbach. Unterhalb von Erlenbach wird das Tal deutlich enger.
In Niederschlettenbach unterquert der Erlenbach die Landesstraße 478 und mündet schließlich auf einer Höhe von etwa 183 m von links in die Wieslauter.
Der gut 9 km lange Lauf Erlenbachs endet ungefähr 89 Höhenmeter unterhalb seiner Quelle, er hat somit ein mittleres Sohlgefälle von etwa 9,8 ‰.

### Zuflüsse
Nachstehend werden die Zuflüsse des Erlenbachs aufgelistet mit orographischer Mündungsseite, Länge und Einzugsgebiet:
- Bach vom Wüstenborn (rechts), 0,4 km und 0,50 km²[Z 1]
- Langwiesengraben (rechts), 0,9 km und 1,60 km²
- Kleisterbach (rechts), 1,4 km und 1,11 km²
- Zimmbach (rechts), 0,7 km und 0,78 km²
- Eisenbach (rechts), 1,4 km und 2,77 km²
- Kirchenbuschbach (rechts), 0,9 km und 0,45 km²

Anmerkung:
1. ↑  Geschätzt, da nicht in GeoExplorer der Wasserwirtschaftsverwaltung Rheinland-Pfalz (Hinweise)

### Ortschaften
- Oberschlettenbach
- Vorderweidenthal
- Erlenbach
- Niederschlettenbach

## Sehenswürdigkeiten
- Wildpark, Burg Lindelbrunn

Unmittelbar östlich des Quellgebiets liegen der Wild- und Wanderpark Südliche Weinstraße sowie die als Kulturdenkmal eingestufte Burg Lindelbrunn.
- Burg Drachenfels

Die Burg Drachenfels, 3 km westlich des Mittellaufs, wurde 1523 zerstört, weil ein Anteil dem rebellischen Ritter Franz von Sickingen gehört hatte.
- Burg Berwartstein und Vorwerk Klein-Frankreich

Die heute noch bewohnte und bewirtschaftete Burg Berwartstein, einst im Besitz des Ritters Hans von Trotha, erhebt sich links des unteren Erlenbachs über der gleichnamigen Ortschaft, die Ruine des zugehörigen Vorwerks Klein-Frankreich liegt am Berghang südlich gegenüber dem Berwartstein. Ritter Hans von Trotha legte sich gegen Ende des 15. Jahrhunderts bei der Wasserfehde erst mit dem Abt des nahen Klosters Weißenburg, dann sogar mit dem Papst an und ging als Hans Trapp ins Sagengut der Region ein.
- St.-Anna-Kapelle

Ritter Hans von Trotha starb 1503 und wurde in der St.-Anna-Kapelle wenig oberhalb der Erlenbachmündung beigesetzt. Die Kapelle war vom Kloster Weißenburg in Auftrag gegeben und 1462 vollendet worden, um den Bergleuten der Eisenerzgrube am Bremmelsberg die Möglichkeit zum Kirchgang zu bieten. Ende des 18. Jahrhunderts wurde die Kapelle durch französische Revolutionstruppen schwer beschädigt und erst 1908 wieder aufgebaut. Seither ist sie jeweils am letzten Julisonntag Ziel einer Wallfahrt.

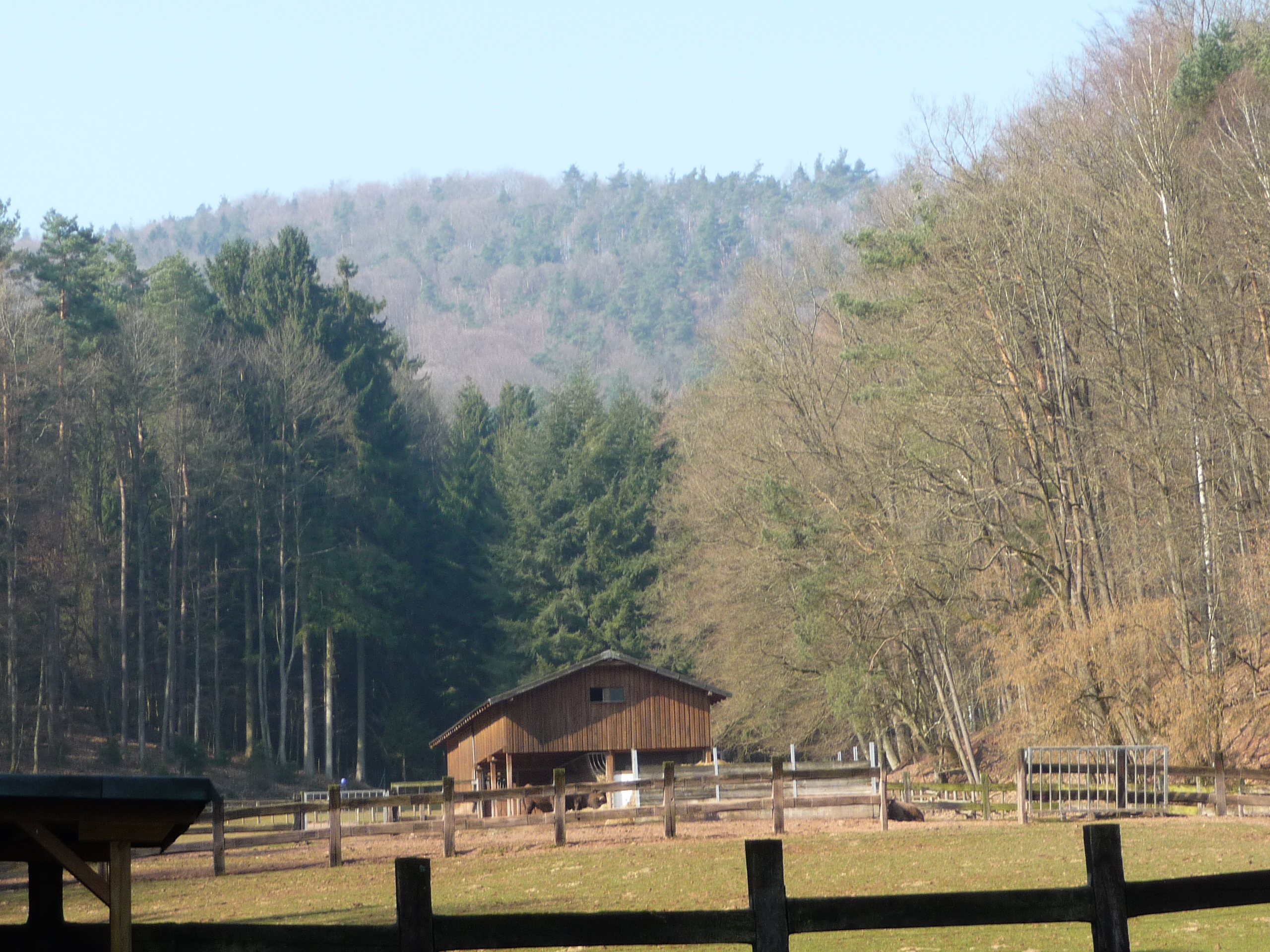
Wild- und Wanderpark Südliche Weinstraße
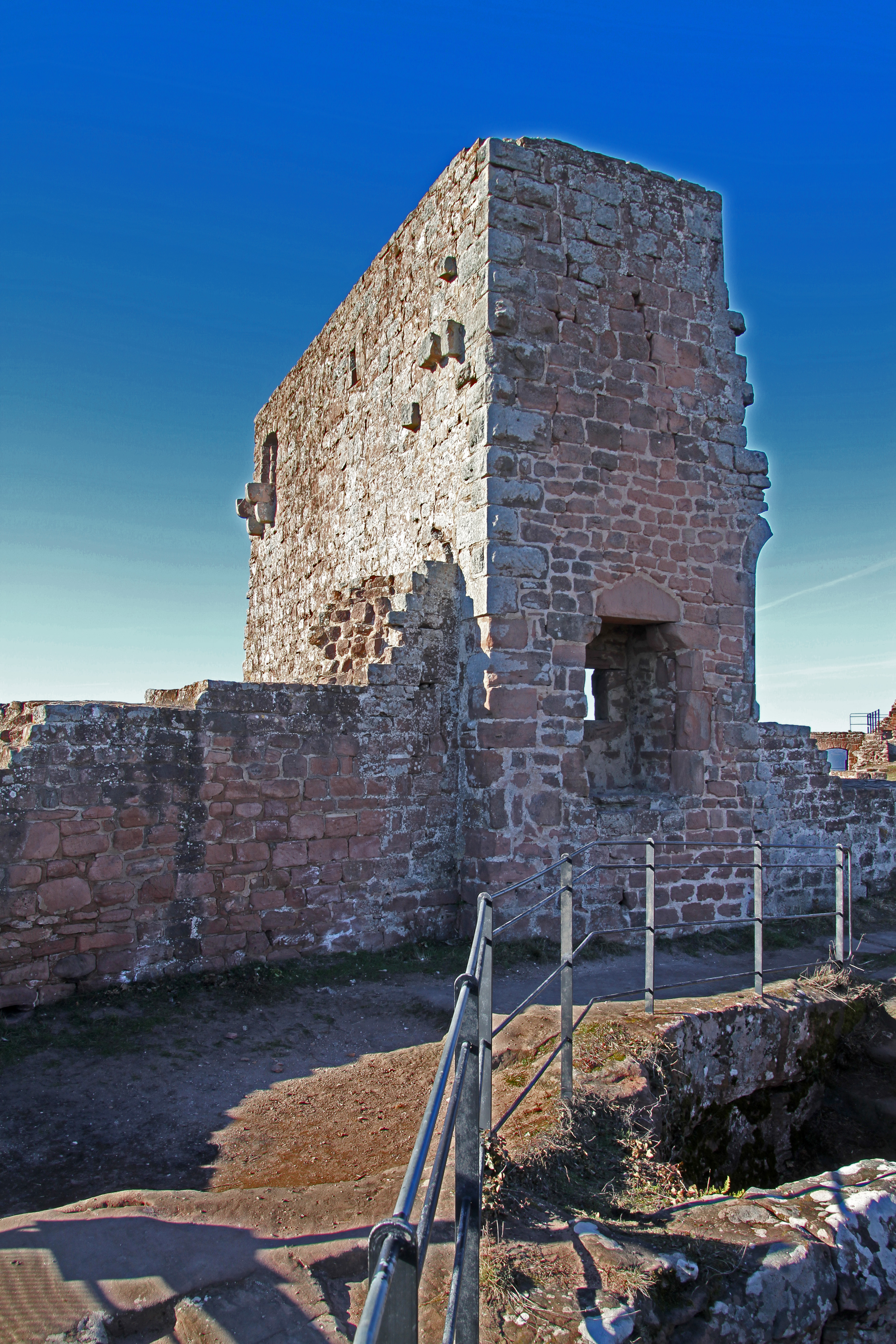
Burg Lindelbrunn
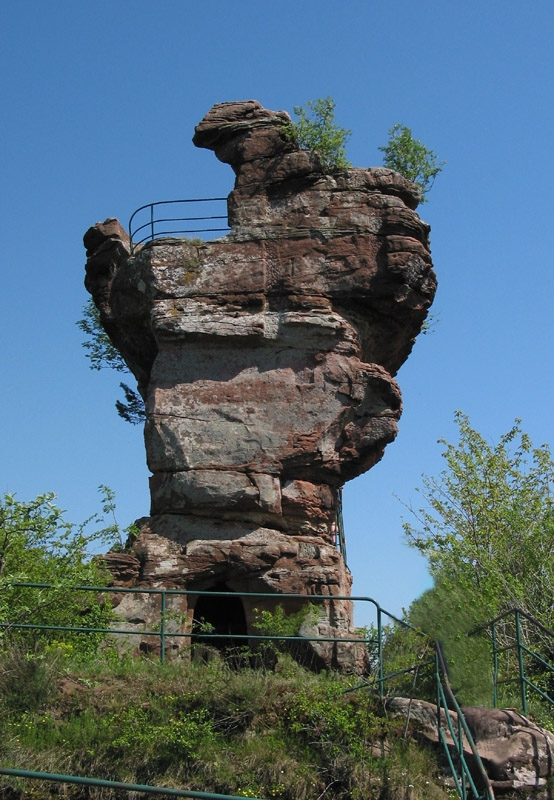
Burg Drachenfels
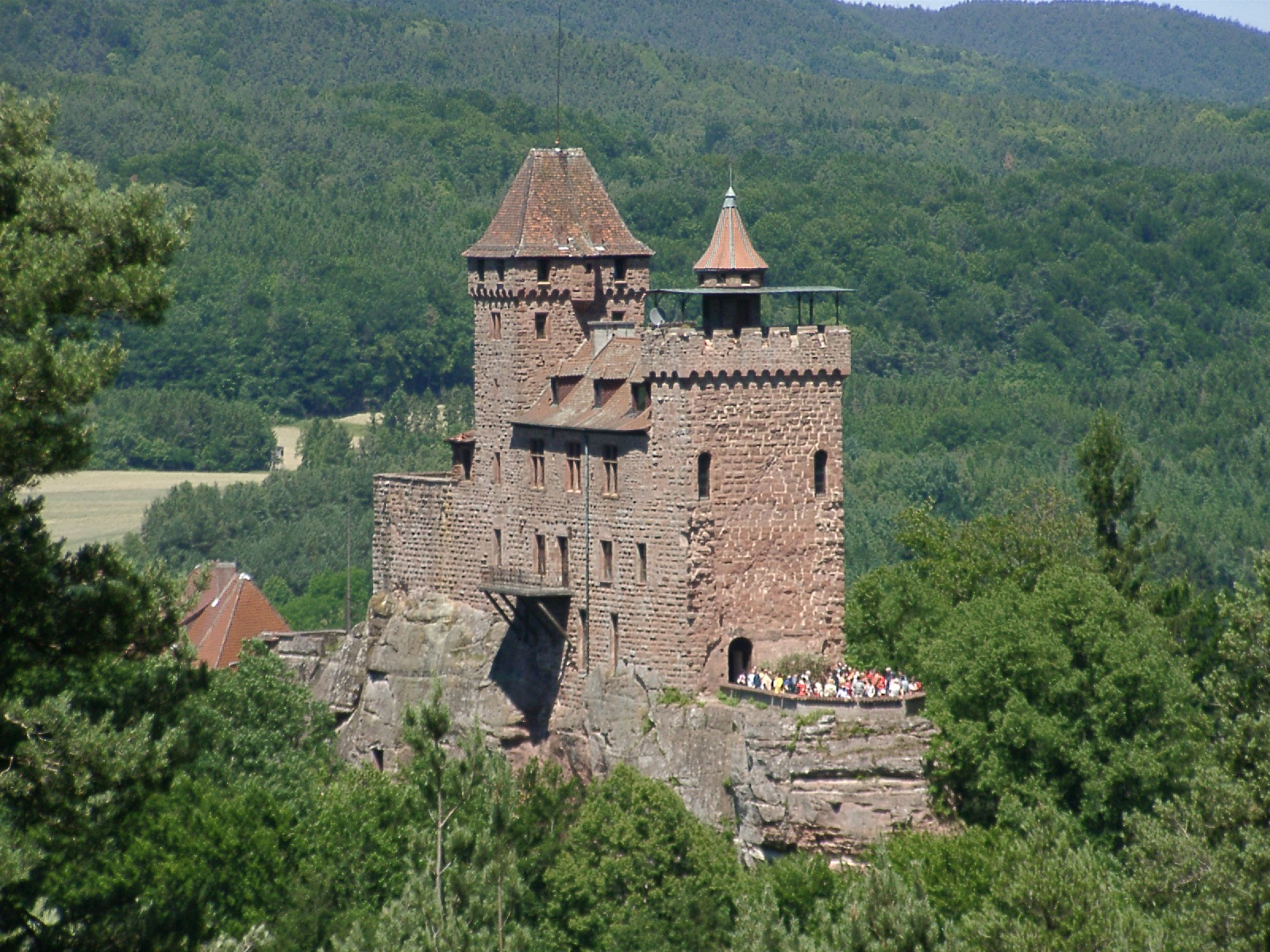
Burg Berwartstein
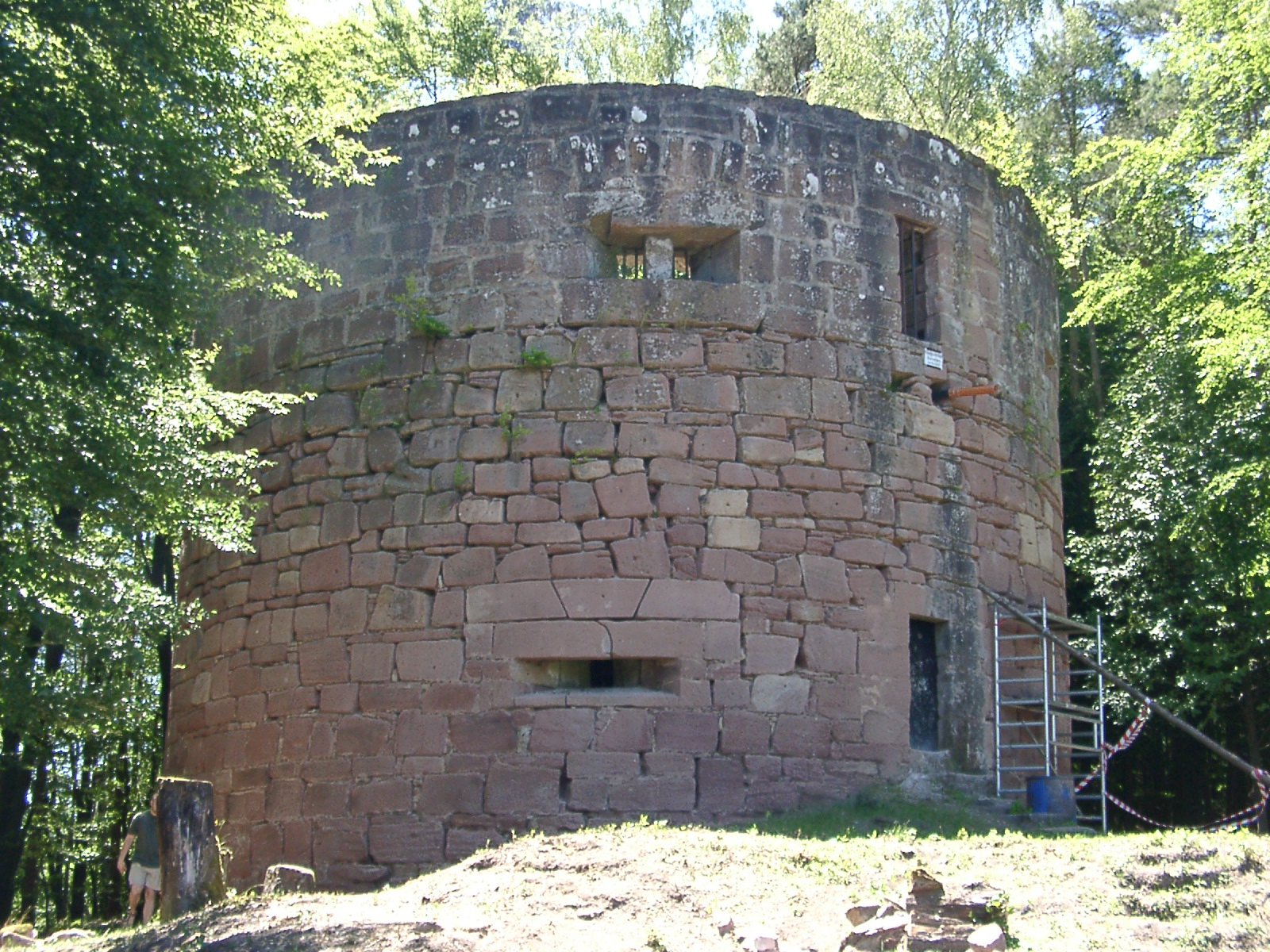
Berwartstein-Vorwerk Klein-Frankreich
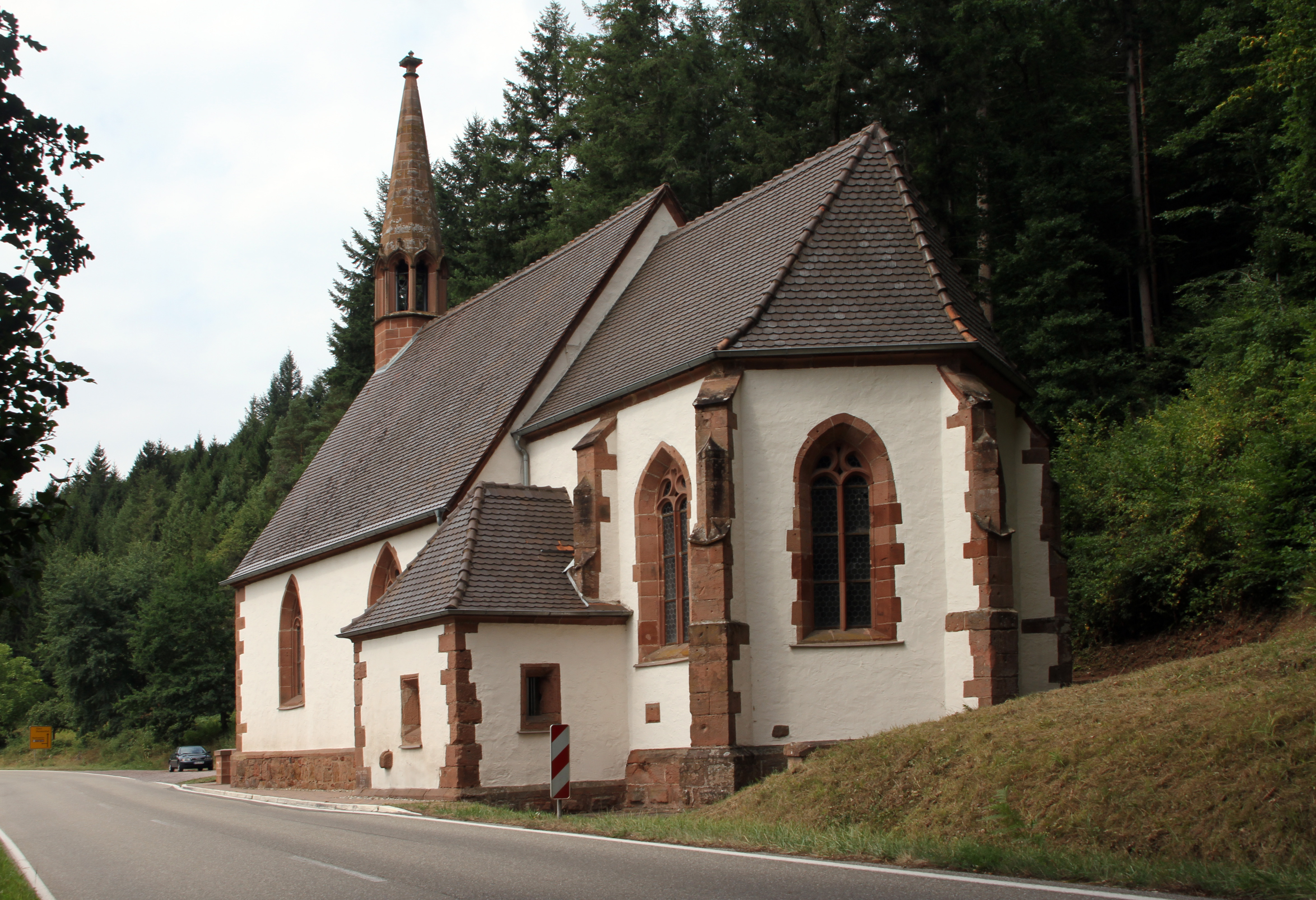
St.-Anna-Kapelle Niederschlettenbach